# Bauernhausmuseum des Landkreises Erding
Das Bauernhausmuseum des Landkreises Erding hat es sich zur Aufgabe gemacht, die historische bäuerliche Wirtschafts- und Lebensweise des Landkreises Erding in Oberbayern darzustellen.
Anhand einzelner historischer Gebäude und einer Hofanlage werden die Lebens- und Arbeitsverhältnisse aus der Zeit des 19. Jahrhunderts bis zum Beginn des 20. Jahrhunderts dargestellt.
Auf einem Gelände von ca. 2 ha wurden aus verschiedenen Gemeinden des Landkreises Baudenkmäler umgesetzt. Im Mittelpunkt des Freilichtmuseums steht die kleinbäuerliche Hofanlage aus Rindbach (auch Rindbeck, Ortsteil Gatterberg der Gemeinde St. Wolfgang).

## Geschichte

Der Getreidekasten aus Niederneuching von 1581

Im Dezember 1985 wurde das an der Taufkirchener Straße gelegene Grundstück „Am Entenweiher“ auf Pachtbasis als Bauplatz für das zukünftige Museum durch den Landkreis von der Stadt Erding übernommen.
Am 14. Oktober 1989 wurde das Museum eröffnet.
Im September 1992 war mit der Fertigstellung der Hofanlage aus Rindbach, Gemeinde St. Wolfgang, der Aufbau des Museums in wesentlichen Teilen abgeschlossen.
Aber danach gab es Erweiterungen.

## Historische Gebäude
- Eingangsgebäude: Wohnstallhaus Pesenlern, Wartenberg, 1627; Wirtschaftsteil neu erstellt mit Anbau für den Erdinger Bauernmarkt
- Museumscafe: Schreinerei der Stiftungsbrauerei, Erding, um 1860
- Kegelbahn, Langengeisling, um 1886
- Gartenhaus, Isen, 1914
- Schmiede, Dorfen, 1833
- Rindbach-Hof, St. Wolfgang, um 1790
- Getreidekasten, St. Wolfgang, 1791
- Bauerngarten, St. Wolfgang, dargestellter Zeitraum 1992
- Stadel Stetten, Isen, 1841
- Backofen Schedenberg, St. Wolfgang, um 1870
- Torfhütte Oberdingermoos, Oberding, um 1920
- Getreidekasten Kirchstetten, Dorfen, 1824
- Getreidekasten Niederneuching, Neuching, 1581[4]
- Schuppen Jakobrettenbach, Dorfen, um 1860
- Kapelle Mooslern, Berglern, um 1850

Wohnstallhaus Rindbach, um 1790
Eingangsgebäude, Wohnstallhaus Pesenlern, 1627
Backofen Schedenberg, um 1870
Schmiede, Dorfen, 1833
Kapelle Mooslern, um 1850